# Lagos Shatski
Los lagos Shatski (en ucraniano: Шацькі озера - Shatski ozera lit. «lagos de Shatsk») es un grupo de lagos de agua dulce ubicados en el noroeste de Ucrania —junto a la frontera con Polonia y Bielorrusia— y se les conoce por la pureza de sus aguas. Son unos 30 lagos y lagunas. De ellos, el mayor y más famoso es el Svitiaz con 27.5 km².

## Galería

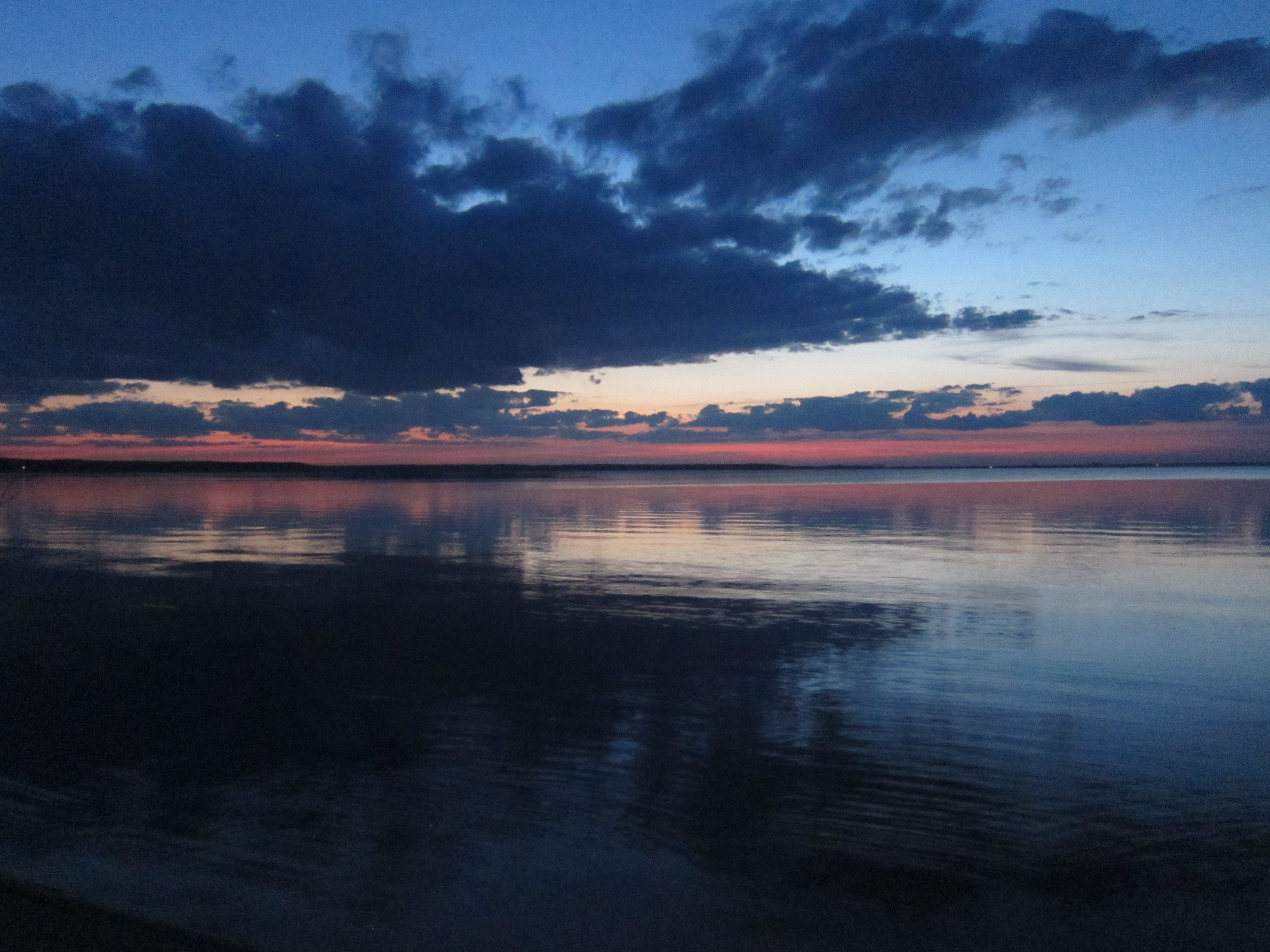
Lago Svityaz
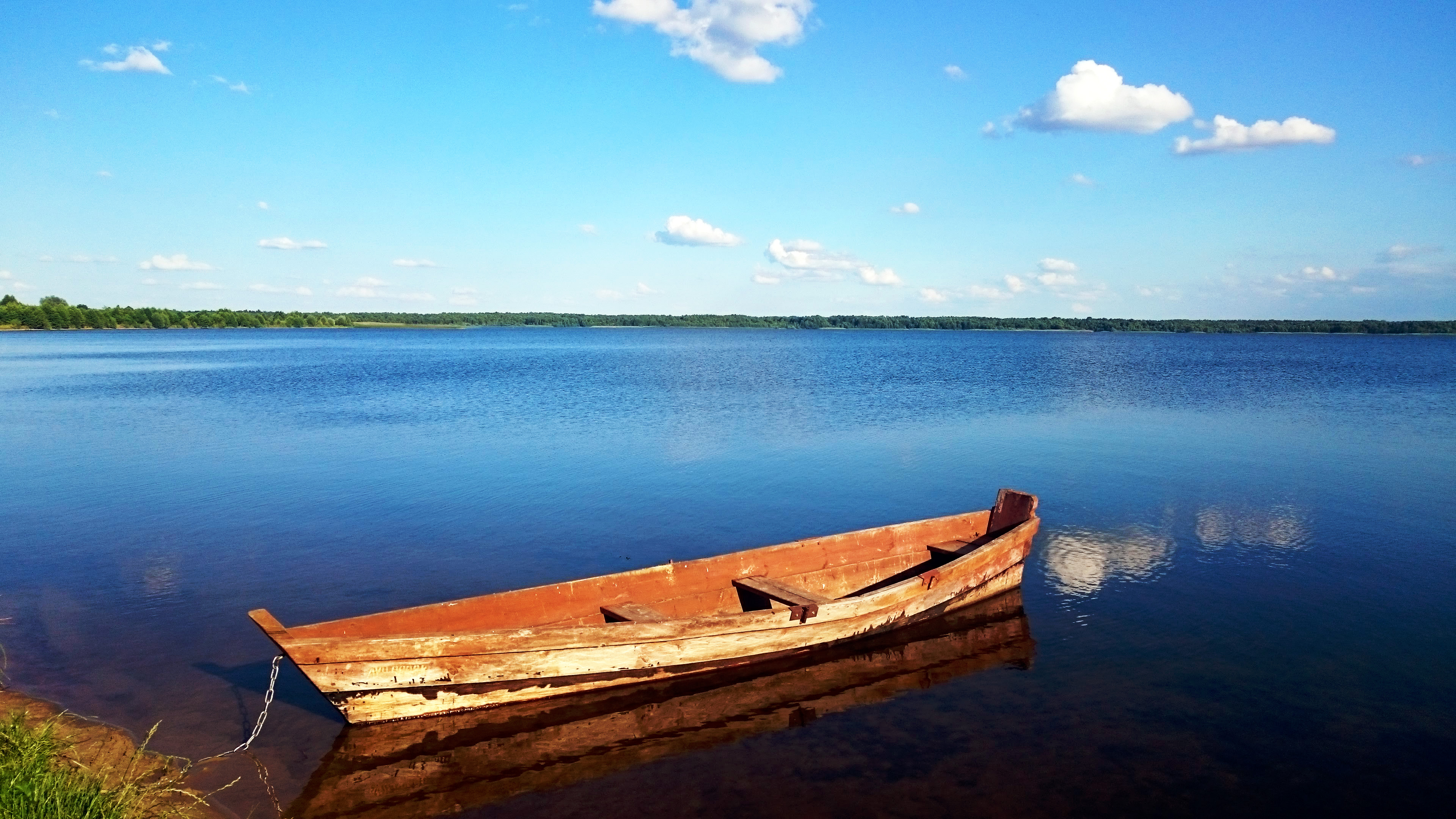
Lago Lucimir
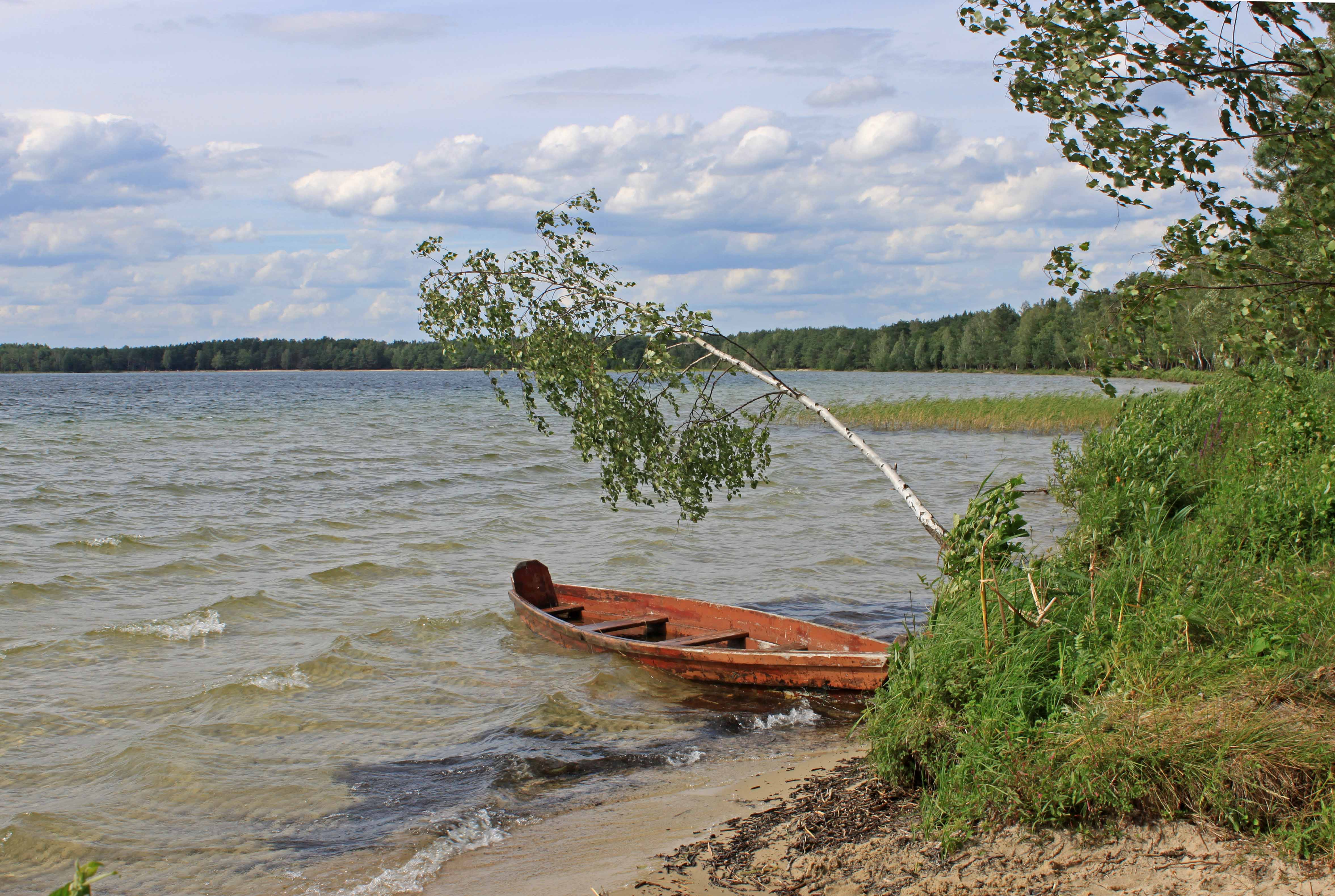
Lago Pisochne
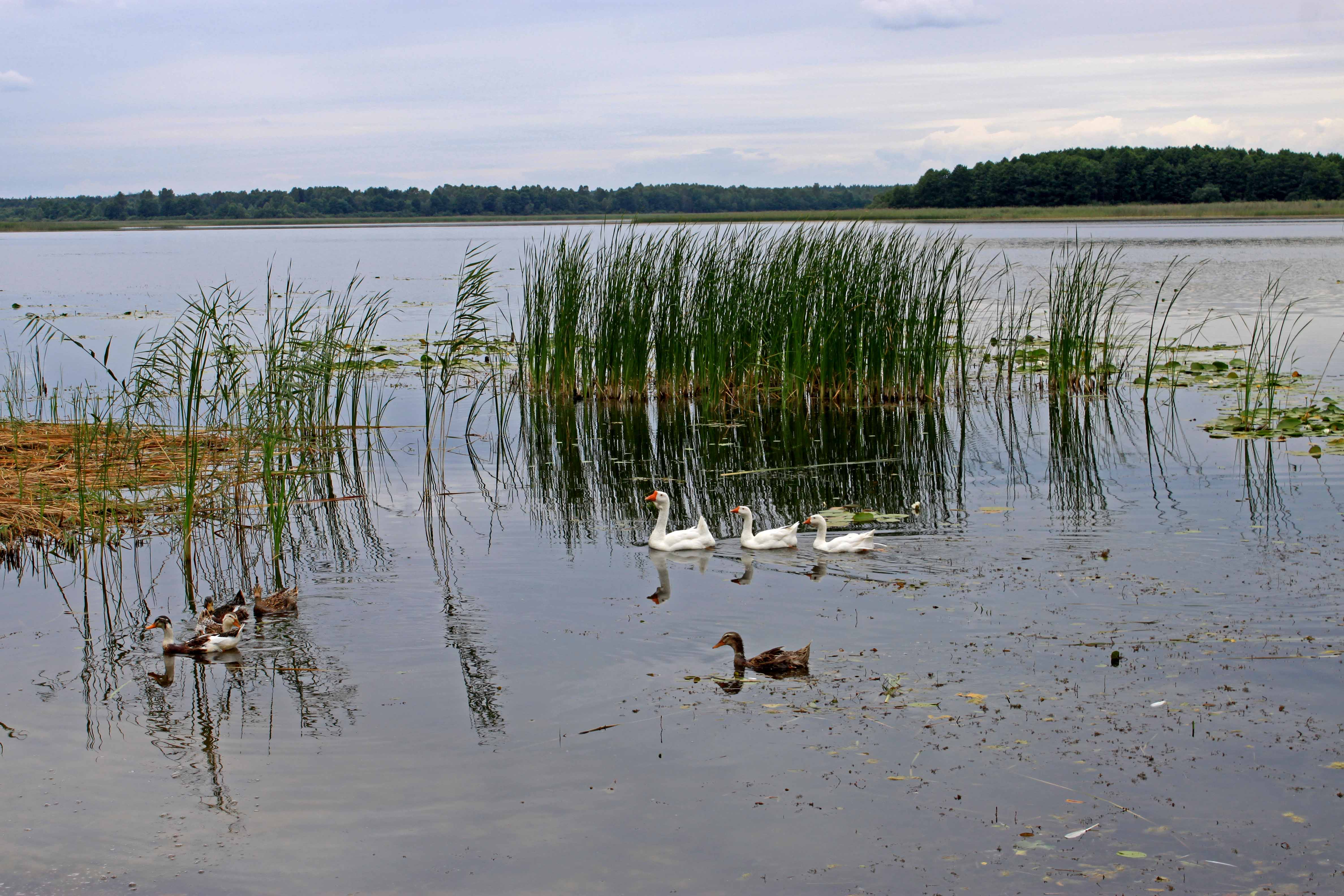
Lago Pulemets